# Скаржисько-Каменна
Скаржи́сько-Каме́нна (пол. Skarżysko-Kamienna) — місто в південно-центральній Польщі, на річці Каменна. До 1928 року місто називалося Каменна. Адміністративний центр Скаржиського повіту Свентокшиського воєводства.

## Згадки у художній літературі
Залізнична станція Скаржисько, розташована у місті, згадана у главі «Дощі у передгір'ях Карпат» повісті «Бентежна юність» Костянтина Паустовського. Опис припадає на 1915-1916 роки, коли автор працював санітаром на санітарному військовому потязі:
«Понад тиждень ми простояли на вузловій станції Скаржисько. Дивовижними були у ті часи більшість вузлових станцій, побудованих у місці перетину залізничних шляхів, вдалині від людських поселень. Великий вокзал із буфетом, яскраві калильні ліхтарі, десятки колій, димне депо, дерев'яні будиночки залізничників у кущах акації і відразу ж за вокзалом — порожнє поле. Так було і у Скаржисько, де за сто кроків від великої станції дзвеніли жайворонки та вузьке шосе губилося серед хвилястих полів».

## Відомі люди
- Якуб Кавалєц (народився у місті 3 квітня 1978 року) — гітарист, вокаліст і автор пісень музичного гурту «happysad».

## Демографія
Демографічна структура станом на 31 березня 2011 року:
|          | Загалом | Допрацездатний вік | Працездатний вік | Постпрацездатний вік |
| -------- | ------- | ------------------ | ---------------- | -------------------- |
| Чоловіки | 23154   | 3803               | 16442            | 2909                 |
| Жінки    | 25426   | 3437               | 14987            | 7002                 |
| Разом    | 48580   | 7240               | 31429            | 9911                 |